# Isola Dvuch Tovariščej
L'isola Dvuch Tovariščej (in russo остров Двух Товарищей, ostrov Dvuch Tovariščej; in italiano "isola dei due compagni") è un'isola russa che fa parte dell'arcipelago di Severnaja Zemlja ed è bagnata dal mare di Laptev.
Amministrativamente fa parte del distretto di Tajmyr del Territorio di Krasnojarsk, nel Circondario federale della Siberia.

## Geografia
L'isola è situata nella parte centrale dell'arcipelago. Si trova a nord dell'isola Bolscevica, nella parte sud-est del golfo di Mikojan (залив Микояна), a circa 800 m dalla costa. A sud di Dvuch Tovariščej, a 3 km, c'è l'isola Sportivnyj. Dvuch Tovariščej ha una forma ovale, è lunga circa 1,2 km ed è larga 650 m, il punto più alto è di 8 m. Le coste sono piatte.